# Ozra Amander Hadley
Ozra Amander Hadley, né le 30 juin 1826 à Cherry Creek (État de New York) et mort le 18 juillet 1915 dans le comté de Mora (Nouveau-Mexique), est un homme politique républicain américain. Il est gouverneur de l'Arkansas par intérim entre 1871 et 1873.

## Sources
- (en) Cet article est partiellement ou en totalité issu de l’article de Wikipédia en anglais intitulé « Ozra Amander Hadley » (voir la liste des auteurs).